# Pseudoberengueria
Pseudoberengueria is een geslacht van rechtvleugeligen uit de familie veldsprinkhanen (Acrididae). De wetenschappelijke naam van dit geslacht is voor het eerst geldig gepubliceerd in 1996 door Jago.

## Soorten
Het geslacht Pseudoberengueria  is monotypisch en omvat slechts de volgende soort:
- Pseudoberengueria burtti (Dirsh, 1951)